# Walter Evans (futbolista del Athletic Club)
Walter Evans (fl. 1901-1904) fue un futbolista británico que jugó como delantero en el Athletic Club. Fue uno de los primeros pioneros del fútbol en el País Vasco, destacando como un gran delantero de algunos de los primeros clubes vascos existentes como el Bilbao FC, el Club Bizcaya y el Athletic Club, ganando la Copa del Rey en tres ocasiones consecutivas entre 1902 (en la forma de su predecesora la Copa de la Coronación) y 1904, y siendo el máximo goleador compartido en la Copa de la Coronación de 1902 con 5 goles. Se desconocen las fechas de su nacimiento y muerte.

## Carrera como jugador

### Bilbao Football Club
Evans nació en Inglaterra y en algún momento, a principios de siglo, llegó a Bilbao por motivos laborales. En 1901, junto con sus compatriotas ingleses George Langford, George Cockram y William Dyer, fue uno de los jóvenes trabajadores ingleses y residentes en Bilbao que se unieron al recién creado Bilbao Football Club. A finales de 1901, los dos clubes más importantes de la ciudad eran el Bilbao FC y el Athletic Club, por lo que pronto surgió una rivalidad entre ellos, disputándose varios amistosos en el Hipódromo de Lamiaco. Evans jugó un papel fundamental en esta histórica rivalidad, anotando un total de tres goles en cuatro partidos, incluyendo uno en el empate 1-1 el 1 de diciembre de 1901 y el único gol en la victoria por 1-0 el 15 de diciembre, sellando así la primera victoria del Bilbao FC sobre sus rivales de la ciudad.
El 19 de enero de 1902, Evans marcó un gol de consolación en la derrota por 4-2, en un partido que pasó a la historia como la primera vez que se celebró un partido de pago en Vizcaya, ya que se cobraba un precio de entrada de 30 céntimos de peseta. El Correo describió a Evans como lo que hoy se llamaría un futbolista de calidad y quizás el futbolista más talentoso del club.

### Club Bizcaya
Los dos rivales acordaron unir a los mejores jugadores de cada club para jugar dos partidos contra el Burdigala de Burdeos. Esta fusión temporal se conoció como Club Bizcaya, y Evans expulsó a los delanteros del Athletic para un lugar en la primera alineación del equipo de Bizcaya contra Burdigala el 9 de marzo, anotando un gol en una victoria por 2-0 en Francia, la primera vez que un equipo de Bilbao jugaba en territorio extranjero, y tres semanas más tarde, el 31 de marzo de 1902, estaba de nuevo en el once inicial de Bizcaya para el partido de vuelta en casa en una victoria por 7-0 sobre el equipo francés.
Junto a Juan Astorquia, Raymond Cazeaux y su compatriota inglés William Dyer, Evans formó parte del equipo vizcaíno que participó en la Copa de la Coronación de 1902, el primer campeonato nacional disputado en España y precursor de la Copa del Rey. En los cuartos de final, el 13 de mayo, marcó un triplete contra el Club Espanyol (ahora RCD Espanyol) para ayudar a su equipo a obtener una victoria por 5-1. Al día siguiente, Evans marcó dos goles en las semifinales en la goleada por 8-1 al New Foot-ball Club, ayudando así al Athletic a alcanzar la final, en la que fue titular en la victoria por 2-1 sobre el FC Barcelona. Estos cinco goles le valieron el primer puesto en la lista de máximos goleadores del torneo junto a su compañero William Dyer, quien también marcó cinco goles para el Biscaya.

### Athletic Club
En 1903 el Bilbao FC se desintegró y sus socios restantes fueron absorbidos oficialmente por el Athletic Club. Junto con Juan Astorquia, Alejandro de la Sota Eizaguirre y su compatriota inglés George Cochran, Evans formó parte del equipo del Athletic que participó en la Copa del Rey de fútbol 1903, la primera edición oficial de la competición. En las semifinales, marcó un gol para ayudar a su equipo a obtener una victoria por 4-1 sobre el Club Espanyol, y en la final contra el Madrid FC, el partido estaba empatado 2-2 en el minuto 80 cuando Evans dio la asistencia ganadora a de la Sota con «una jugada preciosa», contribuyendo así decisivamente a la remontada por 3-2. Evans jugó cinco partidos oficiales y marcó seis goles oficiales para el Athletic entre 1902 y 1905 (el Athletic Bilbao contabiliza como propios los partidos jugados por el Club Bizcaya). También formó parte del equipo que ganó la Copa del Rey de fútbol 1904, que el Athletic ganó sin jugar un solo partido ya que su rival no se presentó.

## Honores
Club Bizcaya
- Copa de la Coronación: 1902

Club Atlético
- Copa del Rey: 1903, 1904